# Онкольний кредит
Онкольний кредит (від англ. On call - по дзвінку) — надає позичальникові право користуватися кредитом банку зі спеціально відкритого рахунку. Позичальник має право позичати гроші до певної суми. У той же час банк має право в будь-який момент в односторонньому порядку припинити кредитування і зажадати повернення взятих у позику грошових сум. При цьому видача грошових коштів забезпечується заставою цінних паперів, що належить позичальнику. Зазвичай кредит видається на короткий термін і погашається на першу вимогу банку (з попередженням за 2-7 днів).